# Mesopolobus semenis
Mesopolobus semenis is een vliesvleugelig insect uit de familie Pteromalidae. De wetenschappelijke naam is voor het eerst geldig gepubliceerd in 1997 door Askew.